# Ricardo La Volpe
Ricardo La Volpe (6 de febrer de 1952) és un exfutbolista argentí.

## Selecció de l'Argentina
Va formar part de l'equip argentí a la Copa del Món de 1978.